# Biziat
Biziat ist eine französische Gemeinde im Département Ain in der Region Auvergne-Rhône-Alpes. Die Bewohner nennen sich Biziatis oder Biziaties.

## Geografie
Die Gemeinde Biziat liegt am Nordwestrand der Dombes, zwölf Kilometer südöstlich von Mâcon. Sie grenzt im Norden an Saint-Jean-sur-Veyle, im Nordosten an Perrex, im Osten an Vonnas, im Südosten an Saint-Julien-sur-Veyle, im Südwesten an Saint-André-d’Huiriat und im Nordwesten an Laiz.

## Bevölkerungsentwicklung
| Jahr                       | 1962 | 1968 | 1975 | 1982 | 1990 | 1999 | 2006 | 2012 | 2020 |
| Einwohner                  | 502  | 518  | 533  | 561  | 574  | 641  | 749  | 817  | 912  |
| Quellen: Cassini und INSEE |      |      |      |      |      |      |      |      |      |

## Politik
Die Gemeinde trat am 1. Januar 2005 dem Gemeindeverband Communauté de communes des Bords de Veyle bei. Dieser wurde mit Wirkung vom 1. Januar 2017 von der Communauté de communes du Canton de Pont de Veyle abgelöst. Bis 2015 gehörte Biziat zum Wahlkreis (Kanton) Châtillon-sur-Chalaronne und gehört seitdem zum Kanton Vonnas im Arrondissement Bourg-en-Bresse.

## Sehenswürdigkeiten
- Kirche Saint-Clair, Monument historique
- Zwei Wassermühlen

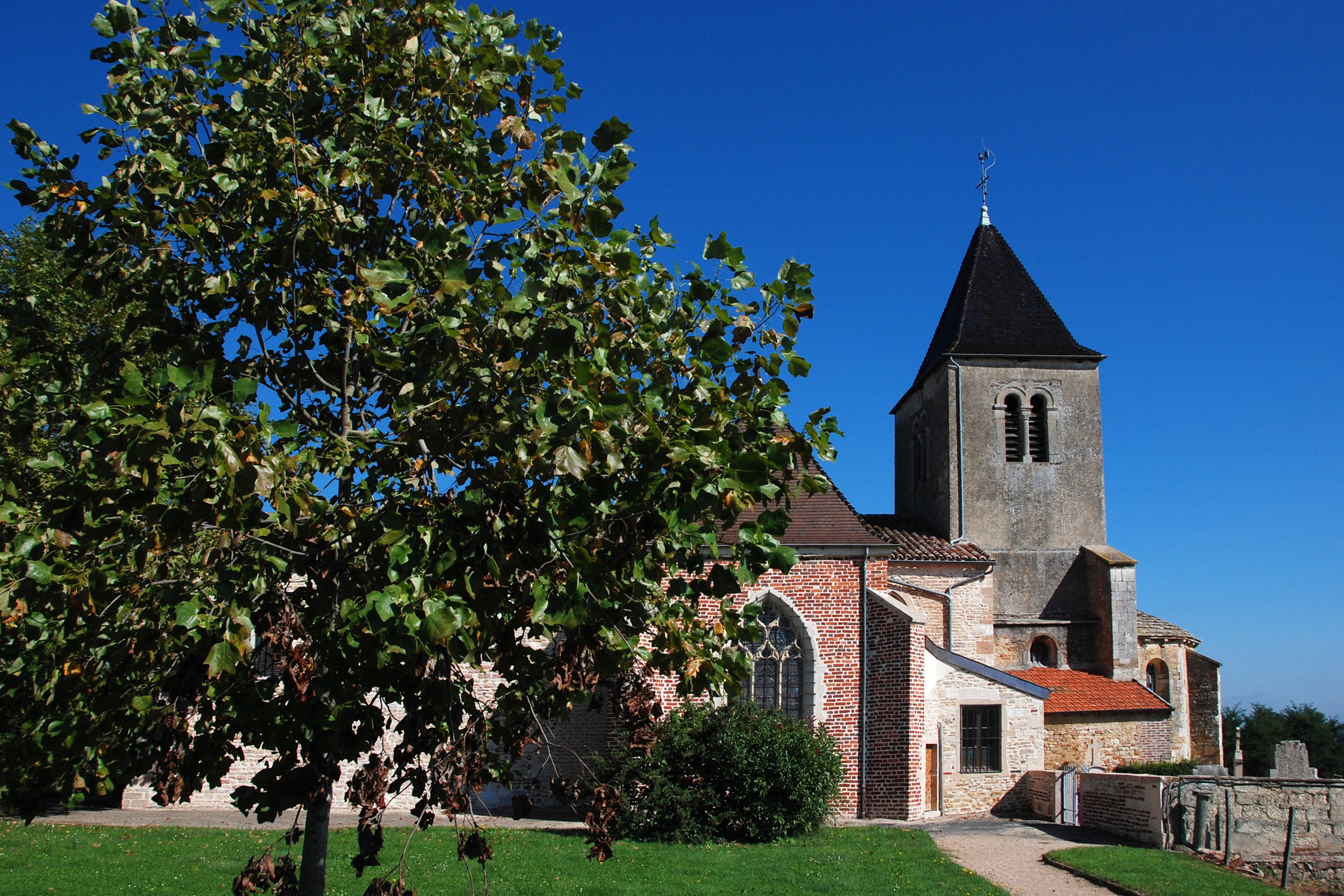
Kirche Saint-Clair
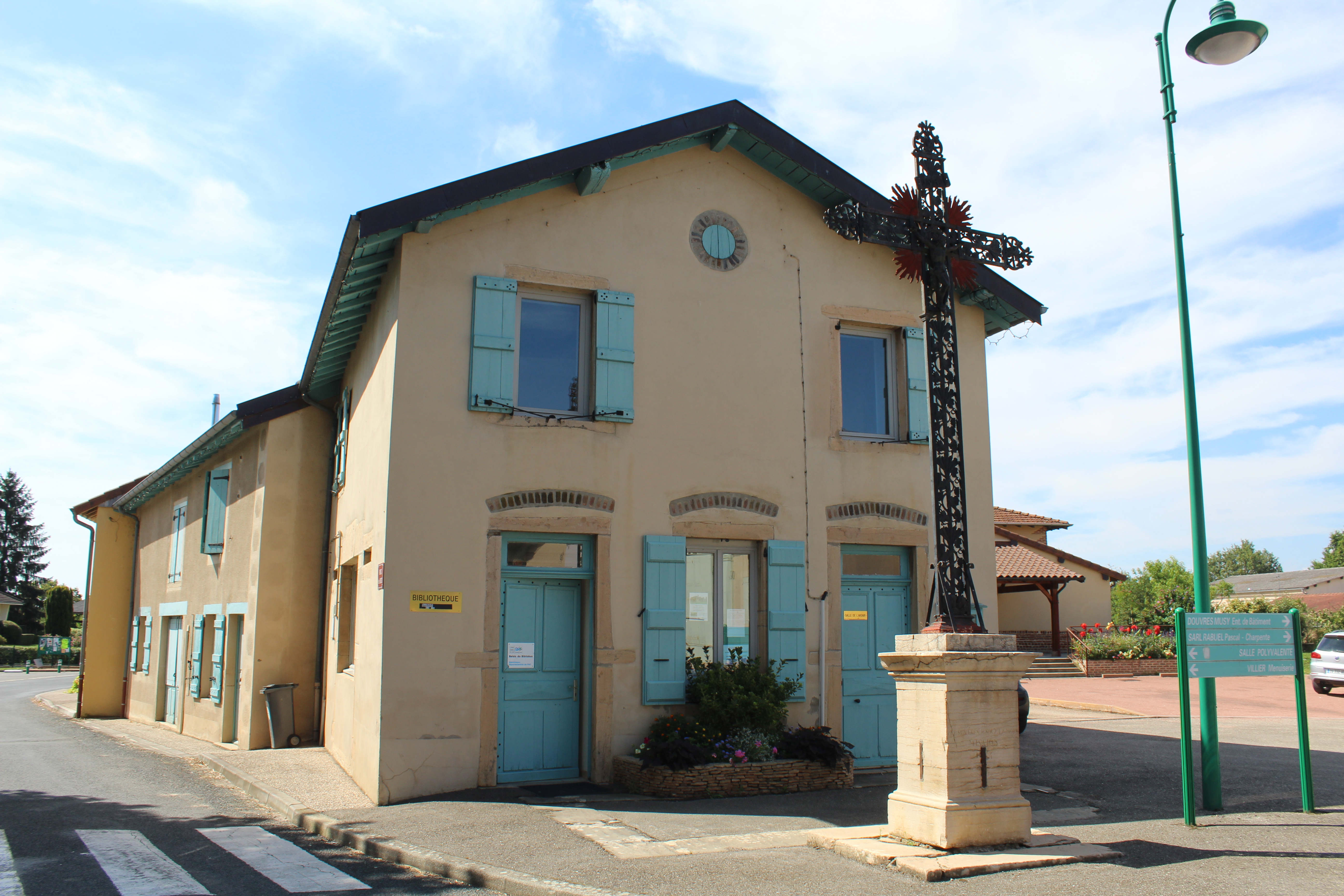
Bibliothek und Flurkreuz
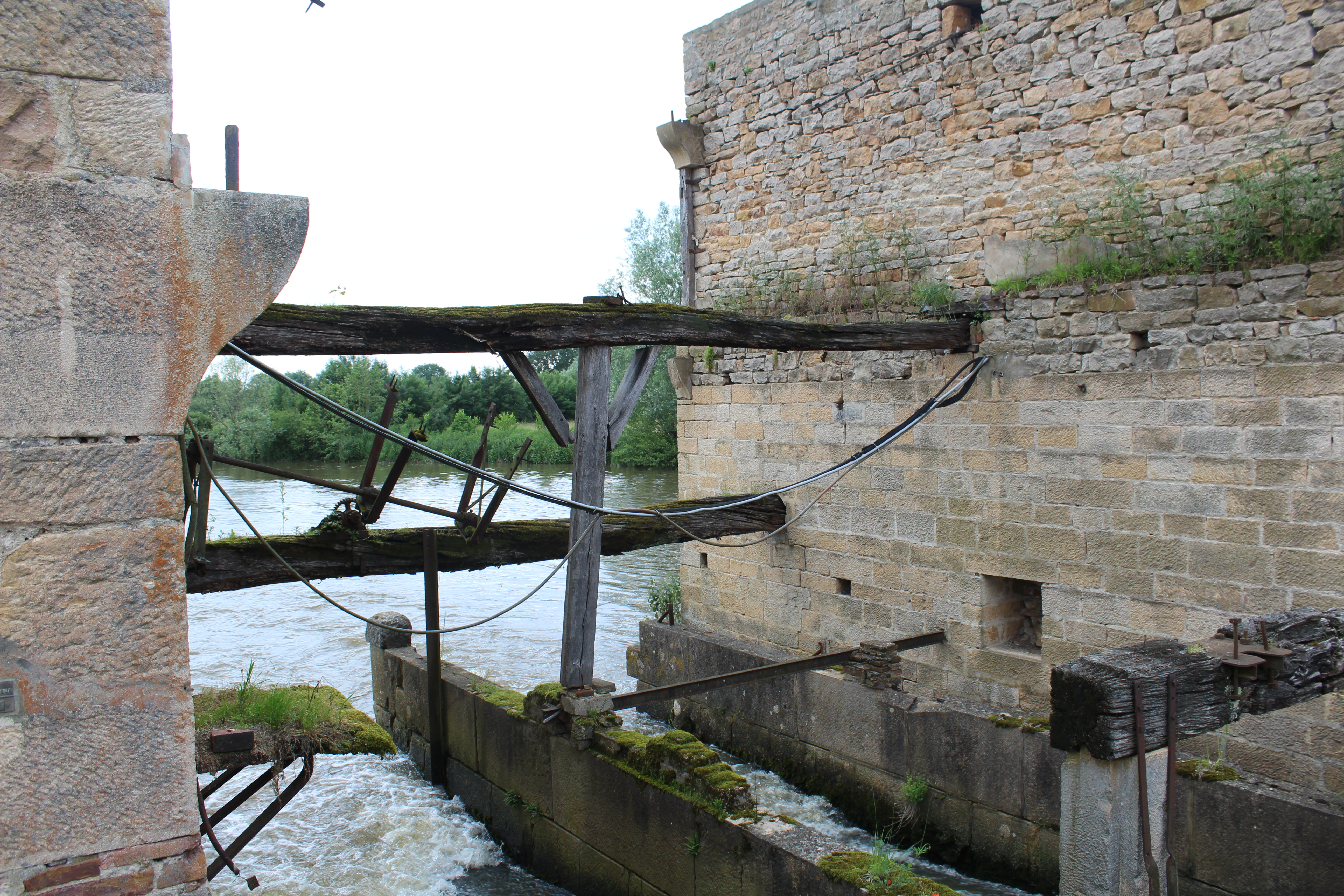
Wassermühle Geai
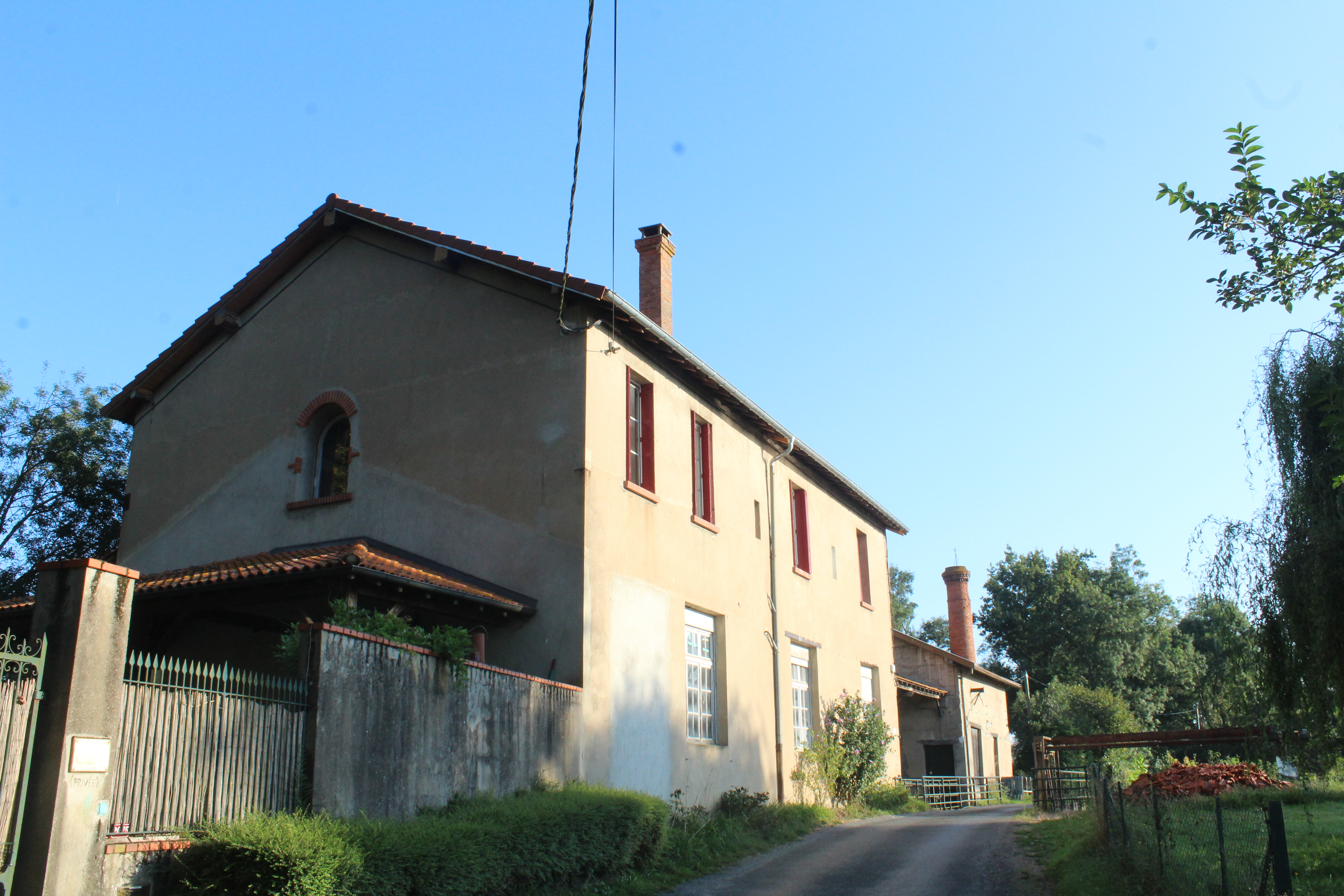
Wassermühle Péroux
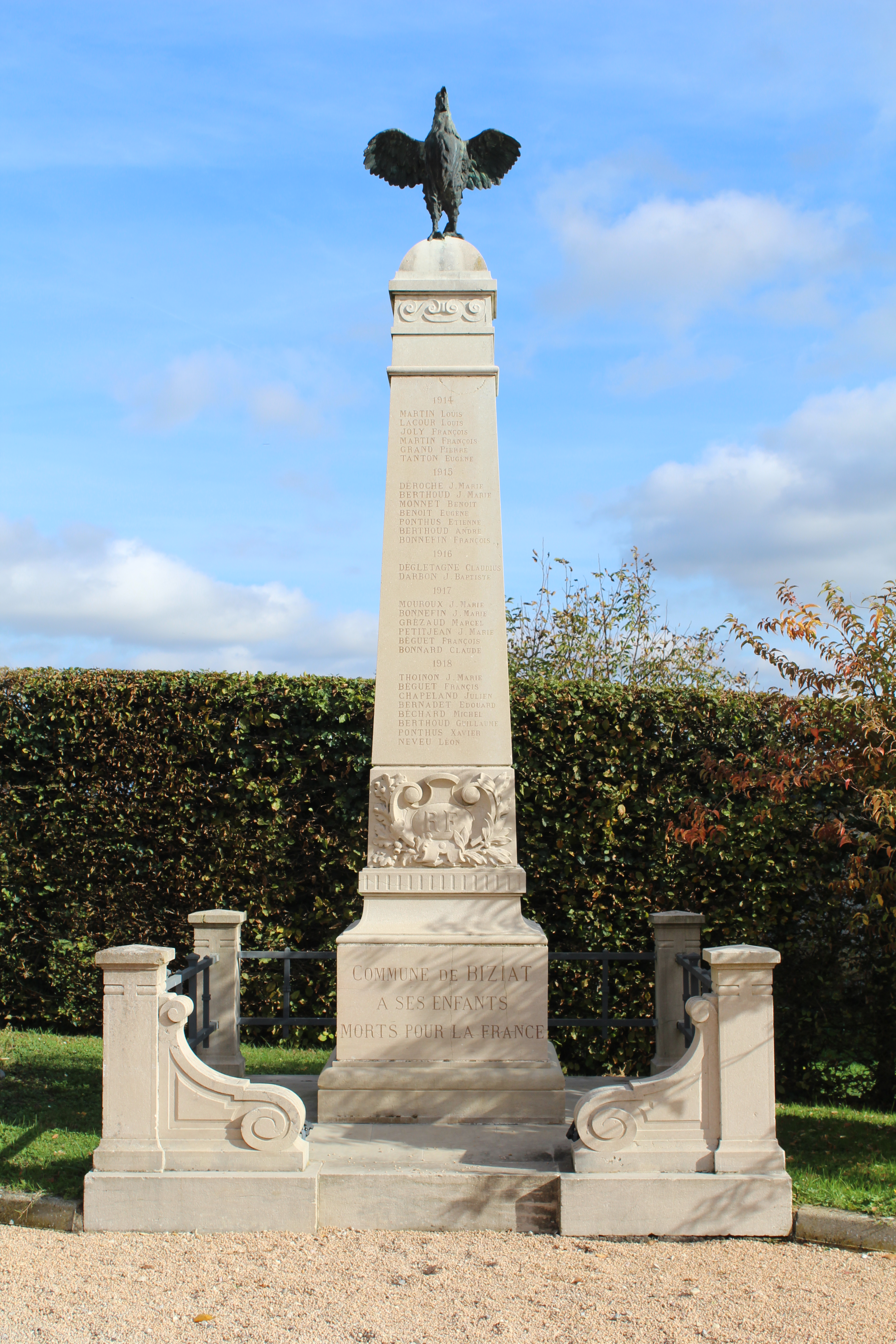
Gefallenendenkmal
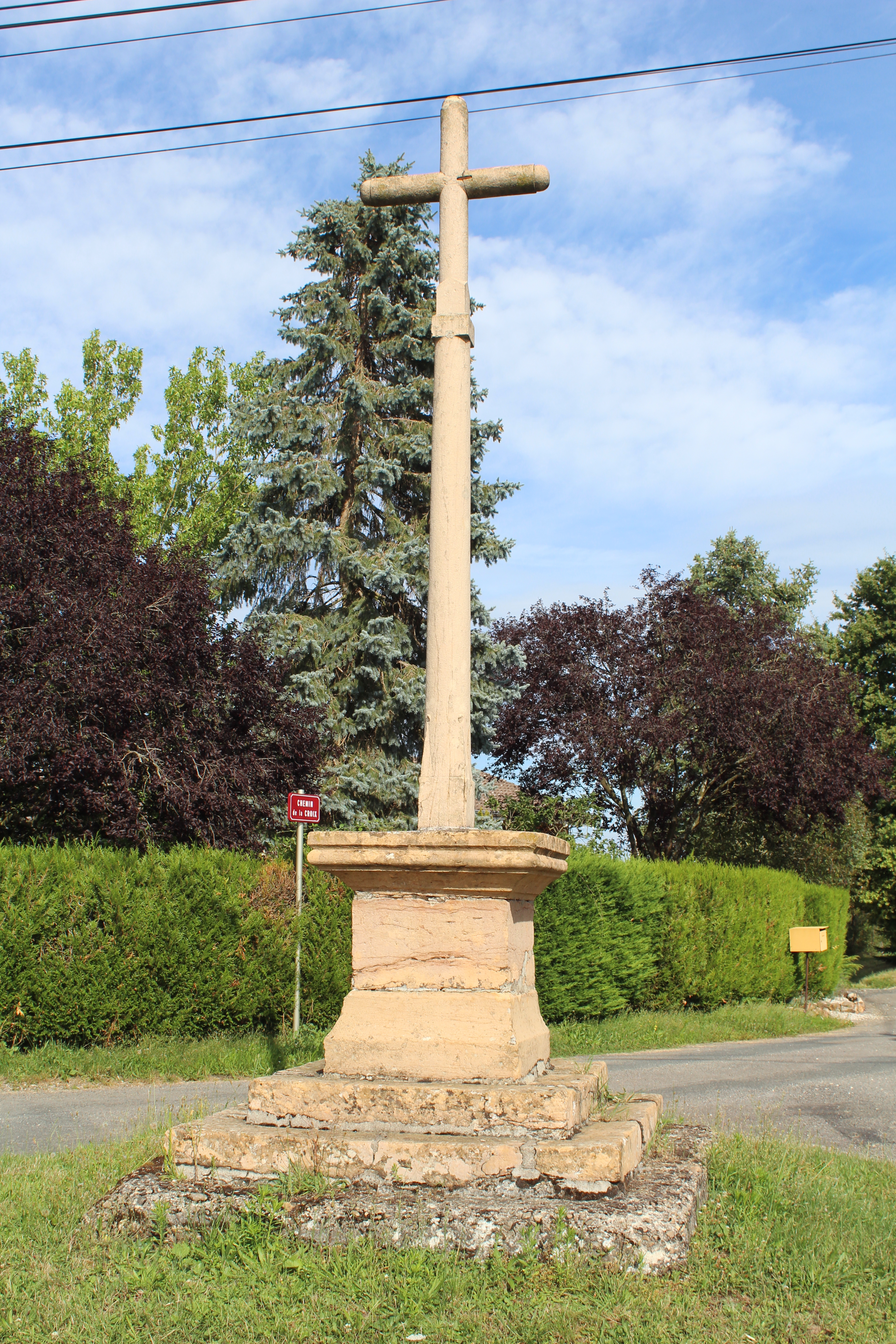
Flurkreuz